# Cỏ khô
Cỏ khô (tiếng Anh: hay) là cỏ, rau, hay các thực vật thân thảo khác đã được cắt, để khô và dự trữ để sử dụng làm thức ăn cho động vật, đặc biệt là động vật chăn thả như bò, ngựa, cừu và dê. Một loài nấm cộng sinh với các loài trong chi Festuca có thể gây bệnh cho ngựa và bò.